# Alexander Alegría
Alexander 'Álex' Alegría Moreno (ur. 10 października 1992 w Sewilli) – hiszpański piłkarz występujący na pozycji napastnika w RCD Mallorca.